# 李仁罕
李仁罕（873年—934年），字德美，五代十国时期后蜀大将，在后蜀开国皇帝孟知祥为控制政权而进行的征伐中立有大功，惟在仕途晚期变得骄傲而且贪婪，使得孟知祥之子和继承人孟昶与其他高官视他为孟昶统治的威胁，于是遭到捕杀。

## 家世
李仁罕是陈留人。年轻时在宣武军为小校，容貌瑰伟。朱全忠为四镇节度使，署李仁罕为衙内。唐昭宗被宦官劫持到凤翔时，朱全忠派李仁罕去行在纳贡修礼。朱全忠代唐建立后梁后，补李仁罕为宫苑仪鸾等使，历任为许州、蔡州、华州马步军都指挥使。
后梁灭亡后，李仁罕效力后唐。同光三年（925年）后唐灭前蜀一战，李仁罕参战，后唐庄宗李存勖命他监先锋军。次年正月，后唐灭蜀大军统帅皇子魏王李继岌准备离开原前蜀都城成都班师京城洛阳，留下一支由时任马步都指挥使的李仁罕、马军都指挥使潘仁嗣、左厢都指挥使赵廷隐、右厢都指挥使张知业（李仁罕外甥）、牙内指挥使武漳、骁锐指挥使李廷厚统领的军队留守成都，等候新任西川节度使孟知祥到任。显然后来孟知祥到任后，李仁罕等人归其统领。孟知祥奏授李仁罕马步军都指挥使。二月，蕃汉马步军都排陈斩斫使兼马步军都指挥使李绍琛作乱，孟知祥命李仁罕率四万人参与平乱、李廷厚率兵二千会合李仁罕，李仁罕会合工部尚书任圜、东川节度使董璋等击破李绍琛，遂得勇战之名。

## 效力孟知祥
李仁罕积功授左厢马步都指挥使，进光禄大夫、检校太保、守彭州刺史、上柱国，充诸军马步军都指挥使，天成三年（928年）正月官居金紫光禄大夫，后迁蜀州刺史。同光四年（926年）李存勖在洛阳的一起兵变中被杀，养兄李嗣源为帝，即后唐明宗。孟知祥训练兵甲，秘密有在蜀地称王之志，增置义胜、定远、骁锐、义宁、飞棹等军七万余人，命李仁罕、赵廷隐、张知业等分别统领。长兴元年（930年）时，孟知祥和董璋两镇与朝廷的关系很紧张，必有一战。在此关键时刻，二月，李仁罕、张知业邀孟知祥赴宴。有尼姑告诉孟知祥，他们是要在宴会上害死他；孟知祥诘问之下，发现此事并无证据，最终查出谣言来源为军校都延昌、王行本，将此二人腰斩。随后孟知祥不带左右，单身直接去李仁罕府上赴宴，李仁罕感其信任，叩头哭道：“老兵只能尽死以报德。”诸将因此都亲附服从孟知祥。
九月，孟知祥、董璋正式起兵对抗朝廷。先前，武信军节度使夏鲁奇奉朝廷令，修兵甲以图蜀。孟知祥与董璋合计，先讨夏鲁奇。孟知祥以李仁罕为行营都部署，时任汉州刺史的赵廷隐为副，时任简州刺史的张知业为先锋指挥使，率兵三万（《九国志·赵廷隐传》作步骑十万）会合董璋攻武信军军部遂州。十月，李仁罕即围遂州，夏鲁奇守城，派马军都指挥使康文通出战。康文通得知原为朝廷治下的保宁军已被两川联军攻陷，就率众投降了李仁罕。孟知祥都押牙高敬柔率资州义军二万人筑长城环围遂州。次年正月，李仁罕克遂州，夏鲁奇自杀。
孟知祥以李仁罕为武信军留后，二月又以为峡路行营招讨使，率水军东进从朝廷手中攻取三峡地区。当月即攻陷忠州，三月攻陷万州、云安监，兵临宁江军军部夔州。宁江军节度使安崇阮弃镇内逃，李仁罕夺取宁江军。十一月，李仁罕引兵回成都。
当时李嗣源已撤回由其女婿东川行营都招讨使石敬瑭率领的讨伐两川的主力大军，且已诛杀主倡此战的枢密使安重诲，朝廷实际已经屈服。李嗣源寻求和两川和解，孟知祥也想和朝廷和解，但董璋不肯，三年（932年）五月反而攻打西川。因赵廷隐出大力，孟知祥反攻败董璋，董璋部将杀董璋，以东川投降孟知祥。明宗下诏褒奖李仁罕等，称可正授节度使。李仁罕与赵廷隐在东川军部梓州相会，赵廷隐亲自欢迎李仁罕到来。但李仁罕不言赵廷隐的大功，反而侮辱他，赵廷隐大怒。孟知祥随后亲临梓州，召见李仁罕、赵廷隐，问谁可为东川节度使，以为他们中有一人会推让，这样即可任命另一人。但李仁罕却说：“如果令公再次让我当蜀州刺史，我也会接受。”而赵廷隐则沉默不语。因二人陷入僵局，孟知祥认为赵廷隐功劳多，怒李仁罕贪愎，最终决定亲自领东川。六月，任赵廷隐为保宁军节度使，八月令李昊为武泰留后赵季良、李仁罕、赵廷隐、宁江留后张知业、昭武留后李肇等草表，请以自己为蜀王，行墨制，及为自己求旌节，但在李昊劝说下改为请求行墨制自行补授两川刺史以下官职及表请以赵季良等五留后为节度使。次年三月以墨制署李仁罕为检校太傅、武信军节度使，李嗣源也都照准。
次年，孟知祥称帝，建立后蜀。二月，以李仁罕为卫圣诸军马步军指挥使，仍领武信军。当时后蜀众多高级将领骄纵，剽掠百姓，常违法夺取百姓的良田，甚至毁坏坟墓，李仁罕和张业（即张知业，因避孟知祥讳而改名）是最严重的。李仁罕因此而奢富，还曾想娶有国色的前蜀宫嫔花蕊夫人，害怕被孟知祥所责，没敢实施。

## 身亡
七月，孟知祥崩，遗命儿子孟仁赞继位，改名孟昶，托孤于司空同平章事赵季良、李仁罕、赵廷隐、枢密使王处回、捧圣控鹤都指挥使张公铎、奉銮肃卫指挥副使侯弘实。孟知祥驾崩时，王处回告知赵季良，赵季良让他回去见李仁罕，但李仁罕严整军备以待，于是王处回没有以孟知祥死讯相告，直到孟昶继位。
孟昶继位后，九月，李仁罕坚请判六军。孟昶起初不情愿地答应了，加仁罕兼中书令，判六军事，以赵廷隐为副。孟昶自置殿直四番，选将门之子及死王事者的孤儿充当，以李仁罕子李继宏、赵季良子赵元振、张业子张继昭、侯弘实子侯令钦、赵廷隐子赵崇韬分为都知领之。委政事于赵季良、张业、李仁罕等。李仁罕遇事必谏。但张公铎和医官使韩继勋、丰德库使韩保贞、茶酒库使安思谦等孟昶近臣随后弹劾李仁罕有异志。十月，孟昶与赵季良、赵廷隐合谋，趁李仁罕入朝，执而击杀之，下诏声言其罪，杀李继宏及李仁罕亲信进奏吏宋从会等数人，籍灭李仁罕之族党。奉銮肃卫都指挥使、昭武节度使兼侍中李肇本来见孟昶时拄着拐杖不下拜，闻讯震惊，改变态度，变得十分恭顺。孟昶左右请求也诛杀李肇，但孟昶虽也为李肇而心不平，却没有这么做，而是以李肇为太子少傅致仕，徙邛州。安思谦因参与谋杀李仁罕，稍得进用。
李仁罕被诛时，张业正掌禁兵，孟昶惧其反叛，于是用张业为相，兼判度支。广政十一年（948年），孟昶与时任匡圣指挥使安思谦合谋擒杀张业。此后赵廷隐也致仕废于家。

## 评价
- 《十国春秋》论曰：（李）仁罕伏辜，（张）业不良死，（李）肇老临邛，功高志满，召祸取尤，盖无不自己作之者也。[2]